# Stop motion

Pohyb mince natočený technikou stop motion

Stop motion, pookénková nebo fázová animace je technika animace, při níž je reálný objekt mezi jednotlivými snímky ručně upravován a posouván o malé úseky tak, aby po spojení vyvolala animace dojem spojitosti. Hlavní výhodou této techniky je, že dovoluje animovat téměř cokoli. Nevýhodou je velká časová náročnost. Například celovečerní snímek Wallace & Gromit: Prokletí králíkodlaka natočený technikou stop motion se točil celých pět let.

## Stop motion v českém prostředí
V češtině je výraz stop motion pro filmovou techniku užíván až v 21. století. Tradičně se již ve 40. letech 20. století takto vyrobená animovaná filmová díla nazývala loutkové filmy, na rozdíl od filmů, kde je animována kresba, nazývaných kreslené filmy.
Mezi známé české režiséry točící loutkové patří Jiří Trnka, Břetislav Pojar, Jan Švankmajer, Hermína Týrlová, Karel Zeman nebo Jiří Barta.

## Příklady zrealizovaných děl
Ke známým animovaným filmům natočených kompletně pookénkovou animací patří Pat a Mat, Ukradené Vánoce, Mrtvá nevěsta Tima Burtona, Fantastický pan Lišák již zmíněný Wallace a Gromit a nebo seriál Ovečka Shaun.